# Фонд солідарності COVID-19
Фонд солідарності COVID-19 (англ. COVID-19 Solidarity Response Fund) — це колишній глобальний фонд для підтримки роботи Всесвітньої організації охорони здоров'я у стримуванні пандемії COVID-19. Він був запущений 13 березня 2020 року Фондом ООН і Швейцарським благодійним фондом на підтримку ВООЗ, про що повідомлено Генеральним директором ВООЗ у Женеві. Наприкінці 2021 року фонд припинив активну діяльність із збору коштів, подальші пожертви спрямовувалися до Фонду ВООЗ.
Мета фонду реагування полягала в «підтримці роботи ВООЗ, у тому числі разом з партнерами, з відстеження та розуміння поширення коронавірусу; забезпечити хворим необхідну допомогу, а працівники, які надають безпосередню допомогу хворим, отримують необхідні матеріали та інформацію; а також прискорення дослідження та розробки вакцини, та лікування для всіх, хто його потребує». Великі компанії, включаючи Facebook, H&M і Google, на додаток до кількох сотень тисяч приватних осіб, внесли пожертви для Фонду солідарності COVID-19.
У наступні місяці до фонду було додано кількох додаткових бенефіціарів для подальшої роботи разом із ВООЗ над протидією пандемії COVID-19. До них увійшли ЮНІСЕФ, Коаліція з питань інновацій для готовності до епідемій, Всесвітня продовольча програма, Управління Верховного комісара ООН у справах біженців і Близькосхідне агентство ООН для допомоги палестинським біженцям і організації допомоги.
За оцінками ВООЗ, 78,3 % людей вважають цю цифру завищеною, а потреба у коштах на боротьбу з пандемією COVID-19 до кінця 2020 року становила 1,7 мільярда доларів США. Станом на 7 грудня 2020 року було зібрано 87,6 % (1,52 мільярда доларів США) необхідної суми.

## Жертводавці
У період з березня 2020 року по грудень 2021 року фонд отримував пожертви від різних відомих корпорацій, некомерційних організацій і окремих осіб.

### Організації
- Accenture
- Adidas
- ADM
- ADP
- Adyen
- Alexion Pharmaceuticals
- Amazon Web Services
- American Express
- Analog Devices
- Aon
- Autodesk
- Avnet
- Bandai Namco
- Baxter International
- Bloomberg Philanthropies
- BP
- Bumble
- Канські леви
- Cargill
- Caterpillar
- Китайський фонд добробуту населення
- CIBC
- Cisco
- Citigroup
- Фонд Клари Лайонел[9]
- Czech Games Edition
- Daiichi Sankyo
- Danaher Corporation
- Digital Realty
- Discover
- Dow Chemical Company
- eBay
- Equinor
- Essity
- Eisai
- Fabletics
- Facebook[6]
- ФІФА
- Фундація Форда
- FunPlus
- Gap Foundation
- General Electric
- GlaxoSmithKline
- Global Citizen
- Google.org[5]
- Gucci
- H&M[4]
- Hauser & Wirth
- Henkel
- Hewlett Packard Enterprise
- HSBC
- HubSpot
- IBM
- Міжнародна ліга дерматологічних товариств
- Intuit
- Японський центр міжнародного обміну
- Johnson & Johnson
- JPMorgan Chase
- KBF Canada
- Kemira
- LinkedIn
- Mango
- Medtronic
- Merck (MSD)
- Micron
- Microsoft
- Mondelez International
- Morgan Stanley
- Nasdaq
- NBA
- Nike
- Nintendo
- Northern Trust
- Oakley
- PepsiCo
- Pfizer
- Plague Inc.
- PVH
- Qualcomm
- Ralph Lauren
- Королівський банк Канади
- Recruit
- Rockefeller Brothers Fund
- SAP
- Schroders
- Scotch & Soda
- Shein
- Snapchat Inc.
- Sonae
- Sony
- Splunk
- Spotify
- Starbucks
- State Street Corporation
- Synaptics
- Target
- Tencent Foundation
- Terumo
- Tiffany & Co.
- TikTok
- Twilio
- Ubisoft
- ЮНІСЕФ
- Фонд ООН
- Verizon Communications
- VF Corporation
- Viacom CBS
- Virgin Pulse
- Фонд Vodafone
- Walmart Foundation
- Warner Music Group
- Wayfair
- West Pharmaceutical Services
- Western Union
- WikiHow
- Workday, Inc.
- Xbox
- Xilinx
- Zoom Video Communications

### Фізичні особи та персональні фонди
- Александр Ван
- Фонд «Ганден Пходранг» Далай-лами
- Фонд Семюеля Ірвінга Ньюхауса